# Stefania Toczyska
Stefania Toczyska, geborene Stefania Krzywińska (* 19. Februar 1943 in Grudziądz) ist eine polnische Opernsängerin (Mezzosopran).

## Leben
Toczyska studierte am Konservatorium Danzig und gab 1973 ihr Debüt an der Baltischen Staatsoper in der Rolle der Carmen. Nachdem sie Preise in verschiedenen Wettbewerben gewonnen hatte, begann ihre internationale Karriere 1977 mit der Amneris in Aida in Basel und ihr Debüt als Preziosilla in La forza del destino an der Wiener Staatsoper im nächsten Jahr. Toczyska sang in der Rolle der Laura Adorno in La Gioconda, die im Jahr 1985 das Debüt in San Francisco hatte, in Chowanschtschina als Marfa (Debüt Metropolitan Opera 1987), Pauline (Pique Dame), Rosina, Carmen, Azucena und Amneris, die sie 1983 an das Royal Opera House und 1984 an das Gran Teatre del Liceu in Barcelona führte. Sie tritt auch als Konzertsängerin auf, vor allem im Verdi–Requiem, und hat eine  Auswahl an polnischer Musik von Chopin bis Penderecki gesungen. Im Sommer 2009 übernahm sie bei den Chorégies d’Orange die Rolle der Mamma Lucia in Mascagnis Cavalleria rusticana. Es dirigierte Georges Prêtre, es inszenierte Jean-Claude Auvray. In derselben Rolle trat Stefania Toczyska bei den Salzburger Osterfestspielen des Jahres 2015 auf. Es dirigierte Christian Thielemann, es inszenierte Philipp Stölzl. Von beiden Produktionen bestehen Video-Aufzeichnungen.